# Sportåret 1880

## Händelser

### Baseboll
- Chicago White Stockings vinner National League.[1]

### Boxning
- 30 maj - Efter fyra inaktiva år, försvarar Joe Goss slutligen den amerikanska tungviktsmästerskapstiteln mot Paddy Ryan vid Collier's Station i West Virginia, USA. Ryan vinner efter 87 ronder.[2]
- Okänt datum - John L. Sullivan är nu huvudutmanare för Ryans titel och meddelar att han kan möta vem som helst i Amerika, med eller utan handskar, för $500.[3]

### Cricket
- Okänt datum - Nottinghamshire CCC vinner County Championship [4].

### Fotboll
- Okänt datum - Fotbollsklubben Manchester City bildas, under namnet St. Mark's (West Gorton).

### Friidrott
- Okänt datum - Victor Balck introducerar sporten gång i Sverige, efter att ha sett sporten vid ett besök i England.

### Golf
- Okänt datum - Robert Ferguson vinner The Open Championship i golf.

### Hastighetsåkning på skridskor
- Januari - Den första skridskolöpningstävlingen i Sverige avgörs på Hjälmarens is.[5]

### Hästsport
- 18 maj - Vid sjätte Kentucky Derby vinner George Lewis på Fonso med tiden 2.37.5.[6]

### Rodd
- 22 mars - Oxfords universitet vinner universitetsrodden mot Universitetet i Cambridge.

## Födda
- 22 februari – Herman Nyberg, svensk seglare, olympisk guldmedaljör.
- 5 april 
  - Eric Carlberg, svensk sportskytt, olympisk guld- och silvermedaljör.
  - Wilhelm Carlberg, svensk sportskytt, olympisk guld-, silver och bronsmedaljör.
- 4 november – John Jarlén, svensk gymnast, olympisk guldmedaljör.

### Fotnoter
1. ↑  ”The 1880 Season” (på engelska). Retrosheet. http://www.retrosheet.org/boxesetc/1880/Y_1880.htm. Läst 25 juli 2015.
2. ↑  Cyber Boxing Zone – Paddy Ryan. läst 12 november 2009.
3. ↑  Cyber Boxing Zone – John L Sullivan. läst 12 november 2009.
4. ↑  En inofficiell titel fram till december 1889 då första officiella County Championship spelades.
5. ↑  ”Svenska Skridskoförbundet”. http://iof3.idrottonline.se/SvenskaSkridskoforbundet/SvenskaSkridskoforbundet/OmSkridskoforbundet/. Läst 8 oktober 2011.
6. ↑  ”Chronology of Sports”. Arkiverad från originalet den 4 oktober 2011. https://web.archive.org/web/20111004142142/http://worldtimeline.info/sports/spor1880.htm. Läst 18 juli 2011.